# El Paso (Illinois)
Pour les articles homonymes, voir El Paso.
El Paso est une ville des comtés de Woodford et McLean dans l'Illinois, aux États-Unis,.
Elle est située au centre de l'Illinois, entre Secor, à l'ouest, Gridley, à l'est, Panola au nord et Kappa au sud. Elle est incorporée le 18 mai 1891.

## Personnalités
- Fulton Sheen (1895-1979), né à El paso, évêque américain déclaré vénérable en 2012

## Source de la traduction
- (en) Cet article est partiellement ou en totalité issu de l’article de Wikipédia en anglais intitulé « El Paso, Illinois » (voir la liste des auteurs).